# Бедржих, Вацлав
Вацлав Бедржих (чеш. Václav Bedřich; 28 августа 1918, Пршибрам — 7 марта 2009, Прага) — чехословацкий и чешский художник-мультипликатор, режиссёр, педагог. Создатель популярных детских мультсериалов.

## Биография
Специального образования в связи с немецкой оккупацией Чехословакии в годы второй мировой войны не получил. Работал на киностудии AFIT-Ateliér trikových filmů (Ателье мультипликационных фильмов). Позже стал одним из ведущих аниматоров этой студии.
После окончания войны переехал учиться и работать на студии Jiří Trnka a Bratři v triku у известного мультипликатора Иржи Трнка, с которым впоследствии тесно сотрудничал в течение многих лет.
В 1960-х годах стоял у истоков создания вечернего блока телепрограмм для дошкольников и детей раннего школьного возраста — Večerníčka.
Под его руководством выросло много выдающихся чешских художников и аниматоров, таких как Мирослав Штепанек, Адольф Борн, Цирил Боуда и другие.

## Избранная фильмография
- 1986 — Velká sýrová loupež
- 1981 — Максипёс Фик — Удивительные сны Максипса Фика
- 1978 — Боб и Бобек
- 1977 — O zvířátkách pana Krbce
- 1976 — Sazinka
- 1975 — Dobré jitro
- 1975 — Максипёс Фик
- 1975 — Říkání o víle Amálce
- 1973 — Poklad v pyramidě
- 1972 — Očistná lázeň
- 1972 — Kamenáč Bill a jeho přepevné laso
- 1971 — Kamenáč Bill a ohromní moskyti
- 1971 — O makové panence
- 1971 — Стремянка и Макаронина
- 1966 — Pohádky ovčí babičky
- 1964 — Kamenáč Bill a drzí zajíci
- 1958 — Modrý pondělek
- 1955 — Čert a Káča
- 1953 — Горшочек,вари! (Hrnečku, vař!)
- 1951 — Pohádka o stromech a větru
- 1950 — Lesy pro nás, my pro lesy
- 1948 — Navrácená země и др.